# Ceratochrysa ceratina
Ceratochrysa ceratina är en insektsart som först beskrevs av Navás 1910.  Ceratochrysa ceratina ingår i släktet Ceratochrysa och familjen guldögonsländor. Inga underarter finns listade i Catalogue of Life.